# Fred Guiol
Frederick Lawrence Guiol, auch Fred L. Guiol (* 17. Februar 1898 in San Francisco, Kalifornien; † 23. Mai 1964 in Bishop, Kalifornien) war ein US-amerikanischer Drehbuchautor, Kameramann, Filmregisseur und Filmproduzent.

## Leben und Wirken
Guiol besuchte Privatschulen in Mexiko, ehe er in die USA heimkehrte. Seine filmische Laufbahn begann er knapp 20-jährig als Requisitenjunge bei D. W. Griffiths Propagandafilm Hearts of the World (1917/18). 1919 ist er bei zwei Filmen als Kurzfilmkameramann nachzuweisen, 1921 fand Guiol Beschäftigung bei Hal Roachs Produktionsfirma und wurde in so ziemlich jeder erdenklichen Position eingesetzt, so auch als Kleindarsteller. Auch an Harold Lloyds Komödienklassiker Ausgerechnet Wolkenkratzer! war der Kalifornier im (technischen Team) beteiligt.
Im selben Jahr 1923 gab Roach ihm erstmals Gelegenheit, als Kurzfilmregisseur zu arbeiten. Mit Battling Orioles konnte Fred Guiol 1924 auch einen (60-minütigen) Langfilm realisieren. Zu seinen Inszenierungen gehören auch einige Frühwerke des Komikerduos Laurel & Hardy. Seit Anbruch der Tonfilmzeit verlegte Fred Guiol mehr und mehr sein Tätigkeitsfeld in Richtung Drehbuch. Nach 1936 inszenierte er kaum noch. Wie schon seine Regiearbeiten, kamen auch seine Drehbuchbeiträge kaum über das B-Format hinaus. Lediglich seine letzte Arbeit, der James-Dean-Klassiker Giganten ragt aus dem Mittelmaß heraus. Für diese Leistung erhielt Fred Guiol 1957 eine Oscar-Nominierung. Danach trat er filmisch nicht mehr in Erscheinung.
In den 1940er Jahren hat Fred Guiol auch regelmäßig Filme produziert.

## Filmografie (Auswahl)
als Kurzfilmregisseur
- 1923: Heavy Seas
- 1924: Battling Orioles (Langfilm)
- 1924: The Goofy Age
- 1924: Meet the Missus
- 1925: A Sailor Papa
- 1925: The Bouncer
- 1925: The Big Kick
- 1925: Cuckoo Love
- 1926: The Hug Bug
- 1926: Laurel und Hardy: Diese Dame ist ein Kerl (45 Minutes from Hollywood)
- 1926: Ukulele Sheiks
- 1926: Along Came Auntie
- 1927: Two-Time Mama
- 1927: Laurel und Hardy: Love ’Em and Weep (Love ’Em and Weep)
- 1927: Laurel und Hardy: Sugar Daddies (Sugar Daddies)
- 1927: Laurel und Hardy: Sailors, Beware! (Sailor, Beware!)
- 1927: Laurel und Hardy: The Second Hundred Years (The Second Hundred Years)
- 1927: Laurel und Hardy: Slipping Wives (Slipping Wives)
- 1927: Laurel und Hardy: Leichte Beute (Duck Soup)
- 1927: Laurel und Hardy: With Love And Hisses (With Love And Hisses)
- 1927: Die Rache des Raubmörders (Do Detectives Think?)
- 1928: Limousine Love
- 1928: Aching Love
- 1928: The Boy Friend
- 1930: The Head Guy
- 1930: Rich Uncles
- 1930: Hold the Baby
- 1930: Breakfast in Bed
- 1931: Parents Wanted
- 1931: Chasing Trouble
- 1934: The Big Mouthpiece
- 1935: Horse Hair
- 1935: The Rainmakers (Langfilm)
- 1936: Silly Billiges (Langfilm)
- 1941: Tanks a Million (Langfilm)
- 1941: Miss Polly (Langfilm)
- 1942: Hay Foot (Langfilm)
- 1948: Here Comes Trouble (Langfilm)
- 1952: Mr. Walkie Talkie (Langfilm)
- 1953: My Hero (TV-Serie), Folge: El toro

als Drehbuchautor bei Kurzfilmen, wenn nicht anders angegeben
- 1925: The Haunted Honeymoon
- 1930: Live and Learn
- 1932: Who, me?
- 1932: Boys Will be Boys
- 1933: Should Crooners Marry
- 1933: The Cohens and Kellys in Trouble
- 1934: Cracked Shots
- 1934: Kentucky Kernels
- 1935: The Nitwits (Langfilm)
- 1939: Aufstand in Sidi Hakim (Gunga Din, Langfilm)
- 1939: Vigil in the Night (Langfilm)
- 1956: Giganten (Giant, Langfilm)

als Produzent oder Produktionsleiter von Langfilmen
- 1941: Akkorde der Liebe (Penny Serenade)
- 1942: Hay Foot
- 1942: Fall In
- 1942: Zeuge der Anklage (The Talk of the Town)
- 1943: Immer mehr, immer fröhlicher (The More the Merrier)
- 1943: Taxi, Mister
- 1943: Yanks Ahoy
- 1943: Prairie Chickens
- 1948: Here Comes Trouble
- 1949: Two Knights From Brooklyn

in anderen Funktionen
- 1921: Matrose wider Willen (A Sailor-Made Man) (als technischer Direktor und als Schauspieler)